# Sony Ericsson F305
Sony Ericsson F305 là dòng máy điện thoại di động có thiết kế chuyên dụng dành cho việc chơi game mà Sony Ericsson đưa ra để cạnh tranh với dòng máy chơi game nổi tiếng N-Gage của Nokia.

## Tổng quan
Sony Ericsson F305 có nhiều nét tương đồng với Nokia N81 và N81 (8GB) như: cũng dành riêng việc giải trí, có thiết kế nắp trượt, camera 2.0 mpx.
Tuy nhiên, máy chỉ có các kết nối phổ thông như: Java, Bluetooth, USB, GPRS, EDGE. Điểm đáng tiếc của F305 là không có hệ điều hành, vì vậy máy chỉ chơi được những game java đơn giản.
Kích thước màn hình của F305 (176x220 pixels) nhỏ hơn rất nhiều so với màn hình của N81 (240x320 pixels). Điểm quan trọng của F305 là có phím joystick 5 chiều thiết kế chuyên dụng cho việc chơi game.

## Tính năng
- Máy chạy được trên 4 băng tần GSM 850/900/1800/1900
- Kích thước máy: 96x47x14,6 mm
- Màn hình máy có kích thước là 176x220 pixels, chỉ hiển thị được 262k màu.
- Bộ nhớ trong khá thấp (chỉ có 10MB) và máy hỗ trợ thẻ ngoài M2 đến 2GB
- Vỏ ngoài máy chỉ có 1 màu trắng đơn giản. Loa ngoài của máy là điểm nổi trội hơn cả so với các điện thoại đồng giá: to, rõ, trong trẻo, có các tùy chỉnh Equalizer thú vị.
- Trọng lượng: 98gram, thời gian thoại 8 giờ và thời gian chờ lên tới 400 giờ